# Fly (插畫家)
DISPLAYTITLE
芙莱伊 / Fly（フライ），日本女性漫画家、插畫家。出身於兵庫縣，現居東京都。

## 作品列表

### 插畫
Poplar出版社《Poplar Pocket文庫》
- （2014年4月－2016年1月）

集英社《集英社未來文庫》
- （2014年9月）
- （2016年2月－2016年6月）

小學館《GAGAGA文庫》
- 《弱角友崎同學》（2016年5月－）

KADOKAWA《角川Sneaker文庫》
- （2016年9月－2016年12月）
- 《我依然心繫於你》（2018年9月－）

KADOKAWA《電擊文庫》
- 《妹妹人生》（2016年7月－2016年9月）
- （2016年11月）
- （2018年2月－2018年4月）
- （2019年3月－）

KADOKAWA《Fami通文庫》
- （2017年2月－2018年8月）
- （2020年9月）

KADOKAWA《角川Beans文庫》
- （2016年12月）

京都動畫《KA Esuma文庫》
- （2020年5月）

SB Creative《GA文庫》
- 《救了遇到痴漢的S級美少女才發現是鄰座的青梅竹馬》（2020年2月－）

Starts出版社《Starts出版文庫》
- （2017年12月）
- （2020年9月）

新潮社《新潮文庫nex》
- （2020年11月）

Hobby Japan《HJ文庫》
- （2021年7月）

### 角色原案與設計
- 電視動畫《來自繽紛世界的明日》角色原案
- 手機遊戲《崩壞的懷疑主義者》角色設計[17]
- 虛擬YouTuber“上成愛”角色設計[18][19]
- 虛擬YouTuber「ウタゴエ放送部」角色設計[20]

### 漫畫與畫集
- 《千眼偵探REIKO的犯人錄》
- 《動物朋友 歡迎來到傑帕力公園！》
- 《如果，今天能見到小柴葵。》
- 《Fly作品集：Marguerite》[21]
- 《ｍoonlight -Fly Art Works-》[22]

### 其他
- 漫畫雜誌《Comic百合姬》2018年封面插畫

## 外部連結
- Fly的pixiv
- Fly的X（前Twitter）